# هدایت موشک

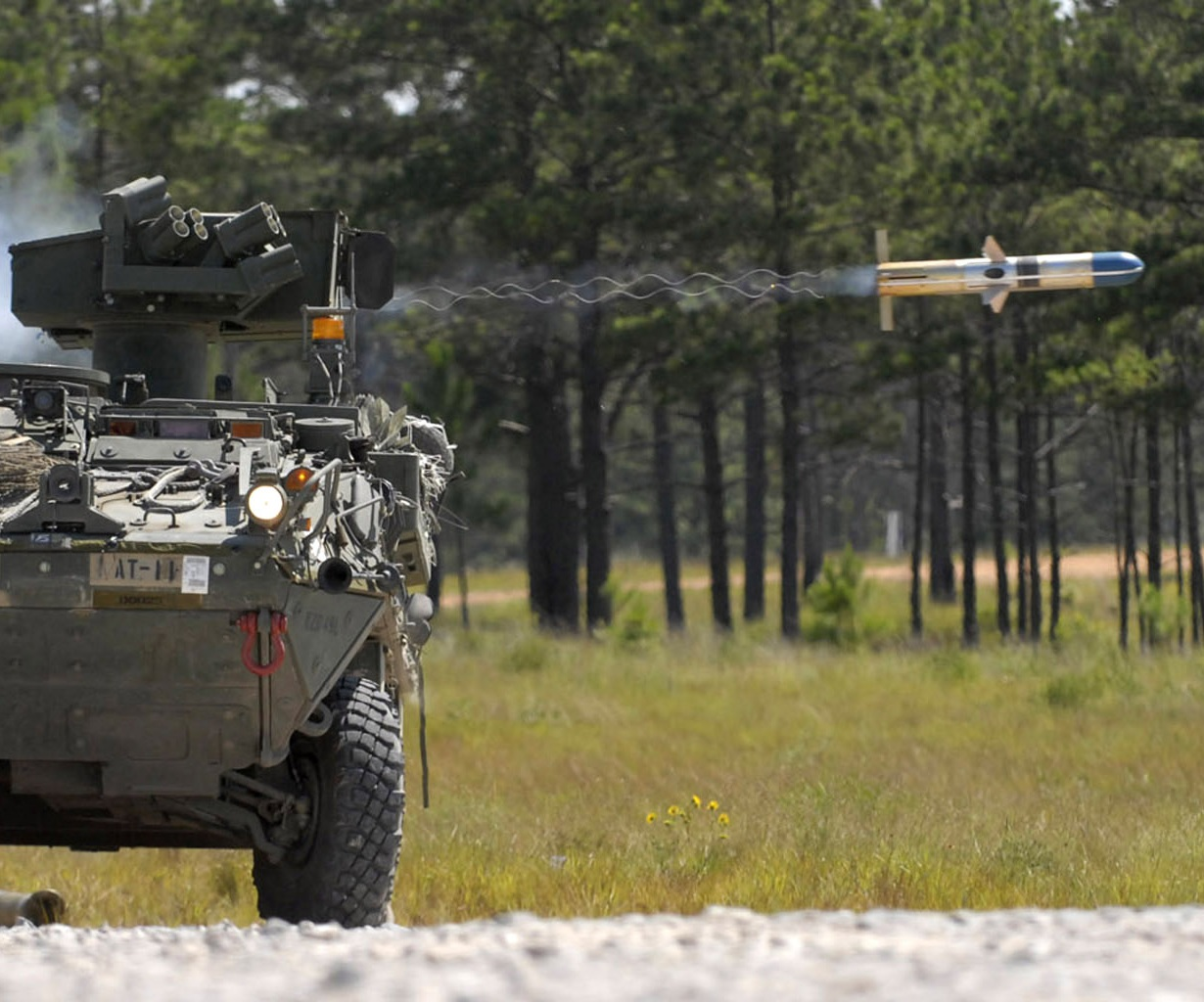
موشک ضدتانک هدایت سیمی تاو

هدایت موشک به روش‌های گوناگونی گفته می‌شود که برای رساندن یک موشک یا بمب هدایت‌شونده (یا بمب جی بی یو) به هدف مورد نظر به کار گرفته شود. سامانه‌های هدایت موشکی، به‌منظور بالا بردن دقت موشک و افزایش احتمال برخورد آن به هدف طراحی شده‌اند.
سامانه‌های هدایت دقت موشک‌ها را با «ویژگی نابودی با یک شلیک» (SSKP) به‌روزرسانی می‌کنند. این بخشی از محاسباتی است که برای بقا در جنگ نیاز است.
این فناوری‌های هدایتی به‌طور کلی می‌توانند به چند دسته تقسیم شوند که عبارتند از:
1. فعال
2. غیرفعال
3. از پیش تعیین‌شده

روش‌های هدایتی موشک‌ها و بمب‌های هدایت‌شونده، به‌طور کلی مشابه است و تنها فرق این دو سلاح این است که موشک، یک پیشرانه مخصوص به خود (معمولاً موتور راکتی) دارد در حالی‌که بمب هدایت‌شونده، فاقد سامانه نیروی محرکه و متکی بر سرعت و ارتفاع پرتاب است.

## تاریخچه
طرح‌های مفهومی موشک‌های هدایت‌شونده حداقل به جنگ جهانی اول، با ایدهٔ کنترل از راه دور بمب‌های هواپیماها به سمت هدف، بازمی‌گردد.
در جنگ جهانی دوم، نخستین موشک‌های هدایت‌شونده، به‌عنوان بخشی از پروژهٔ آلمانی V-weapons توسعه داده شدند. پروژهٔ رفتارشناس آمریکایی، بی‌اف اسکینر، موسوم به پروژهٔ کبوتر (Pigeon) نیز پروژه‌ای با هدف توسعهٔ یک بمب‌هدایت‌شونده توسط کبوترها بود. نخستین موشک بالستیک آمریکایی با هدایت اینرسیایی و دقت بالا، موشک کوتاه‌برد Redstone بود.

## دسته‌بندی
روش‌های هدایتی را می‌توان به دو دسته کلی تقسیم کرد: جنگ‌افزارهایی که فقط برای رسیدن به یک موقعیت مکانی مشخص هدایت می‌شوند و دوم موشک‌هایی که به سوی یک هدف متحرک می‌روند. سیستم‌های هدایتی گروه اول فقط توانایی اصابت به یک هدف ثابت را دارند اما از گروه دوم می‌توان علیه اهداف متحرک هم استفاده کرد.
سلاح‌ها را می‌توان به دو دسته کلی دیگر نیز تقسیم کرد:
1. حرکت به سمت هدف (GOT)
2. حرکت به سمت یک نقطهٔ مشخص (GOLIS)[۳]

دستهٔ اول به سمت هدف حرکت می‌کنند. فارغ از این‌که هدف حرکت می‌کند یا ثابت است، در حالی‌که دستهٔ دوم محدود به اهدافی ثابت یا تقریباً ثابت هستند. مسیر حرکتی که یک موشک به سمت هدف طی می‌کند کاملاً وابسته به تحرکات هدف است. علاوه بر این، یک هدف متحرک می‌تواند یک تهدید فوری برای فرستندهٔ موشک باشد. برای حفظ امنیت و یکپارچگی پرتاب‌کننده، هدف باید به موقع از بین برود. در سیستم GOLIS مشکل ساده‌تر است، چراکه هدف در حال حرکت نیست.

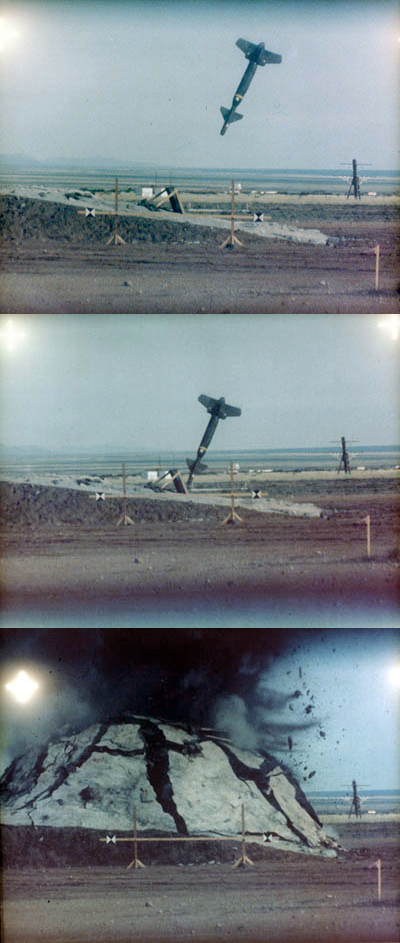
برخورد یک بمب سنگرشکن هدایت‌شونده به یک هدف تمرینی

مهم‌ترین روش هدایتی گروه اول، ناوبری اینرسیایی است. این سیستم به‌دلیل دقت پایینی که دارد فقط در جنگ‌افزارهای استراتژیک مثل موشک‌های بالستیک مورد استفاده قرار می‌گیرد که دقت قابل توجه چندان برای آن‌ها مهم نیست.

## سامانه‌های حرکت به سمت هدف (GOT)
در هر سیستم Go - Onto - Target سه زیر سیستم وجود دارد:
1. ردیاب هدف
2. ۲. ردیاب موشک
3. کامپیوتر هدایتگر

نحوهٔ توزیع این سامانه‌های فرعی در موشک یا پرتابگر موشک باعث می‌شود که این روش‌های هدایتی خود به دو دسته کلی دیگر تقسیم شوند:
- هدایت با کنترل از راه دور: در این روش کامپیوتر هدایت‌گر و ردیاب هدف در لانچر پرتاب موشک قرار گرفته‌است.
- هدایت از طریق آشیانه‌یابی: در این روش کامپیوتر هدایت‌گر بخشی از ردیاب هدف است و هر دو در موشک قرار گرفته‌اند.

### کنترل از راه دور
این سامانه‌های هدایتگر عموماً به رادار، رادیو یا اتصال سیمی بین مرکز کنترل و موشک نیاز دارند. به عبارت دیگر در این سیستم خط سیر موشک را اپراتور از طریق امواج رادیویی یا سیم مشخص می‌کند. پس معمولاً به رادار و رادیو یا یک ارتباط سیمی بین اپراتور و موشک نیاز است. چون باید راهی برای انتقال اطلاعات از سکوی پرتاب به موشک وجود داشته باشد. (ببینید Wire-guided missile).
این سامانه‌ها شامل بخش‌های زیر هستند:
- دستورالعمل فرماندهی - ردیاب موشک در پلتفرم پرتاب قرار دارد. این موشک‌ها به کلی توسط پلتفرم پرتاب کنترل می‌شوند که تمام دستورات کنترلی را برای موشک ارسال می‌کنند. این نوع به دو دسته تقسیم می‌شود:

1. ارسال دستورات تا آخرین نقطه در دیدرس (CLOS)
2. ارسال دستورات بیرون از افق دید (COLOS)

- هدایت سواربر باریکه در خط دید (LOSBR) - رهیاب هدف بر روی موشک قرار دارد. موشک قابلیت حرکت در خط سیری که توسط پلتفرم پرتاب برای روشن کردن هدف استفاده می‌شود را دارد. این خط سیر می‌تواند به صورت دستی یا اتوماتیک تبیین شود.

#### ارسال فرمان تا آخرین نقطه در خط دید (CLOS)
سیستم CLOS تنها از مختصات زاویه‌ای بین موشک و هدف برای اطمینان از برخورد استفاده می‌کند. این نوع موشک‌ها ساخته شده‌اند تا در خط دید بین پرتاب و هدف (LOS) قرارگیرند، و هر انحراف موشک از این خط را اصلاح کنند. از آنجایی که بسیاری از انواع موشک‌ها از این سیستم هدایت استفاده می‌کنند، معمولاً آن‌ها را به چهار گروه تقسیم می‌کنند: یک نوع خاص از راهنمایی و ناوبری که در آن موشک همیشه فرمان را در خط دید (LOS) بین واحد ردیابی و هواپیما دنبال می‌کند به عنوان خط فرمان (CLOS) یا راهنمایی سه نقطه شناخته می‌شود. این سیستم به این صورت کار می‌کند که موشک تا نزدیکترین حد امکان در LOS تا هدف  کنترل می‌شود. این فرایند پس از قفل کردن روی موشک برای انتقال سیگنال‌های هدایت از کنترل‌کننده زمین به موشک صورت می‌گیرد. راهنمایی CLOS است که بیشتر در سامانه‌های دفاع هوایی و ضد تانک برد کوتاه استفاده می‌شود.

##### هدایت دستی در خط دید (MCLOS)
در این متد هر دو ردیابی هدف و ردیابی و کنترل موشک به صورت دستی انجام می‌شود. اپراتور پرواز، پرواز موشک را تماشا می‌کند و از یک سیستم سیگنال دهی برای هدایت موشک به خط مستقیم بین اپراتور و هدف ("خط دید") استفاده می‌کند. این معمولاً فقط برای اهداف آهسته مفید است، جایی که "هدایت" قابل توجهی لازم نیست. MCLOS یک زیرمجموعه از سامانه‌های هدایت فرمان است. در مورد بمب‌های هدایت شونده یا موشک‌های ضد کشتی یا موشک‌های مافوق صوت در برابر بمب افکن‌های کم سرعت مثل B-17، این سیستم کار می‌کرد، اما با افزایش سرعت، MCLOS برای بسیاری از نقش‌ها بی‌فایده بود.

##### خط فرمان نیمه دستی در خط دید (SMCLOS)
در این متد رهگیری هدف خودکار است، درحالیکه رهگیری موشک و کنترل آن دستی است.

##### خط فرمان نیمه-خودکار در خط دید (SACLOS)
در این متد ردیابی هدف دستی است، اما ردیابی و کنترل موشک به صورت خودکار است. شبیه به MCLOS است اما برخی از سامانه‌های اتوماتیک موشک را در خط سیر به سمت هدف قرار می‌دهند، درحالیکه اپراتور به راحتی هدف را دنبال می‌کند. مزیت SACLOS در این است که اجازه می‌دهد، موشک از نقطه‌ای نامرئی برای کاربر شروع به حرکت کند، و همچنین به‌طور قابل ملاحظه‌ای راحت‌تر عمل کند. این شایع‌ترین شکل هدایت در برابر اهداف زمینی مانند تانک‌ها و پناهگاه‌ها است.

##### خط فرمان خودکار در خط دید (ACLOS)
هر سه عمل رهگیری هدف، رهگیری موشک و کنترل آن اتوماتیک هستند.

#### خط فرمان خارج از خط دید (COLOS)
این سیستم عمدتاً در موشک‌های ضدهوایی وجود دارد. یکی از اولین متد هاست و هنوز مورد استفاده قرار می‌گیرد. در این سیستم، ردیاب هدف و موشک می‌توانند در جهات مختلف نسبت به هم قرار گیرند. سیستم هدایت اصابت موشک به هدف را با قراردادن هر دو در فضا تضمین می‌کند. این به این معنی است که آن‌ها تنها بر روی مختصات زاویه‌ای مثل سامانه‌های CLOS تکیه نمی‌کنند. آن‌ها به مختصات دیگری نیاز دارند که فاصله هستند. برای اینکه این امکان‌پذیر باشد، هر دو رهگیر هدف و موشک باید فعال باشند. آن‌ها همیشه اتوماتیک هستند و رادار به عنوان تنها حسگر در این سامانه‌ها استفاده می‌شود. در استاندارد SM-2MR موشک در فاز میانی به صورت اینرسی هدایت می‌شود، اما از طریق سیستم COLOS و همچنین رادار AN/SPY-1 که توسط پلتفرم پرتاب تهیه شده نیز پشتیبانی می‌شود.

#### هدایت سواربر باریکه در خط دید (LOSBR)
LOSBR از نوعی پرتو رادیویی باریک "beam"، عموماً رادار، لیزر یا رادیو استفاده می‌کند که روی هدف متمرکز شده‌است و آشکارسازهای عقب موشک آن را در مرکز پرتو قرار می‌دهد. سامانه‌های پرتو عموماً از نوع SACLOS هستند اما الزامی در آن نیست. در سامانه‌های دیگر، پرتو بخشی از یک سیستم ردیابی خودکار رادار است. یک مورد در نسخه‌های بعدی موشک RIM-8 Talos که در ویتنام مورد استفاده قرار می‌گرفت، به کمک پرتوهای رادار روی هدف در ارتفاع بالا قفل می‌کند و سپس به تدریج به‌طور عمودی روی هدف قرار می‌گیرد. برای دقت بیشتر SARH نیز روی آن نصب شده که در لحظات آخر برخورد واقعی را رقم می‌زند. این سیستم به خلبان دشمن این امکان را می‌دهد تا متوجه شود که توسط رادار هدایتگر موشک نشانه‌گیری شده‌است. این یک تمایز مهم است، به عنوان یک ماهیت تفاوت سیگنال‌ها، و به عنوان یک نشانه برای اقدام به فرار استفاده می‌شود.
LOSBR از ضعف ذاتی ناپایداری رنج می‌برد و دامنه آن با افزایش دامنه پرتو گسترش می‌یابد. سامانه‌های هدایت لیزری در این مورد دقیق تر هستند، اما همگی کوتاه بردند، و حتی لیزر نیز در وضعیت جوی ناپایدار آسیب می‌بیند. از سوی دیگر، دقت SARH با نزدیک شدن به هدف افزایش می‌یابد؛ بنابراین این دو می‌توانند مکمل یکدیگر باشند.

## آشیانه‌یابی (Homing guidance)

### ناوبری متناسب
یک روش هدایت (مشابه کنترل متناسب) است که به نوعی در اکثر موشک‌ها با اهداف هوائی استفاده می‌شود. این روش، بر اساس این واقعیت است که دو شی در یک دوره برخورد، زمانی که جهت مستقیم از خط خود را تغییر نمی‌کند. PN می‌گوید که بردار سرعت موشک باید با سرعت متناسب با سرعت چرخش خط دید (نرخ خط از میزان یا نرخ LOS) و در همان جهت چرخش حرکت و چرخش کند.

### آشیانه‌یابی راداری

#### آشیانه‌یابی راداری فعال
آشیانه‌یابی راداری فعال با استفاده از یک سیستم راداری انجام می‌شود که بر روی موشک قرار گرفته‌است. به‌طور معمول، سامانه‌های الکترونیکی در موشک، رادار را به‌طور مستقیم در هدف قرار می‌دهد و موشک به زاویه خط مرکزی خودش نگاه می‌کند تا خود را هدایت کند. رادار، اطلاعات هدف را به‌دست آورده و مسیر حرکت موشک را با توجه به آن مشخص می‌کند. از آن‌جا که برای افزایش دقت رادار به آنتن بزرگ‌تری نیاز است و با توجه به این نکته که اهداف کوچک، بازتاب راداری کمتری دارند و همچنین با در نظر گرفتن هزینهٔ زیاد این سیستم، این نوع موشک‌ها فقط برای حمله به اهداف بزرگ و باارزش کاربرد دارند. برای مثال موشک‌های ضدکشتی معمولاً از این سیستم هدایتی استفاده می‌کنند. موشک‌های هوابه‌هوای «شلیک و بعد هیچ» مثل آمرام، ایم-۵۴ فینیکس و آر-۷۷ هم این سیستم هدایتی را به‌کار می‌گیرند.

#### آشیانه‌یابی راداری نیمه فعال
در این روش، یک رادار در سکوی پرتاب موشک یا جای دیگری هدف را مورد تابش امواج خود قرار داده و به‌اصطلاح، روی آن قفل می‌کند. موشک هم به یک دریافت‌کننده امواج رادار مجهز شده تا وقتی بازتاب امواج رادار به آن رسید به‌سوی منبع انعکاس برود. از آن‌جا که در این سیستم، نیازی به قرار دادن رادار در موشک نیست، وزن و هزینهٔ ساخت موشک به‌طور قابل‌توجهی کاهش پیدا می‌کند؛ و این باعث شده که این روش در موشک‌های هوابه‌هوا و موشک‌های سطح‌به‌هوا بسیار رایج باشد. نقطه ضعف این سیستم این است که هواپیمایی که چنین موشکی را شلیک می‌کند بایستی به دنبال هدف رفته و رادار خود را بر روی آن نگه دارد و این ممکن است آن را در خطر اصابت موشک‌های گرمایاب آن هواپیما قرار دهد.
هدایت لیزری هم یک نوع هدایت غیرفعال است با این تفاوت که به جای امواج رادار از امواج لیزر برای نشانه‌گذاری هدف استفاده می‌شود. با توجه به اینکه هدایت لیزری معمولاً توسط هواپیماها علیه اهداف زمینی استفاده می‌شود، محل هدایت و محل شلیک موشک می‌توانند کاملاً مجزا از هم باشند مثلاً نیروهای زمینی که در محل مناسبتری قرار دارند می‌توانند نشانه‌گذاری لیزری را انجام داده و موشکی که توسط هواپیما یا بالگرد خودی شلیک شده را به سوی هدف هدایت کنند.

### آشیانه‌یابی انفعالی
آشیانه‌یابی فروسرخ یک سیستم انفعالی است از این جهت که موشک با دریافت امواج فروسرخ ساطع شده از هدف برای تشخیص و اصابت به آن استفاده می‌کند. این روش که به «هدایت گرمایاب» هم معروف است برای اهدافی که گرمای زیادی را از خود ساطع می‌کنند مثل موتورهای جت بسیار کارساز است و تا حد کمتری علیه خودروهای زمینی هم کارایی دارد. در این روش، به یک دوربین تلویزیونی برای تصویربرداری نیاز است تا با گرمانگاری از محیط پیش روی موشک، محل انتشار گرما را مشخص کند. موشک‌های گرمایاب فقط در مسافت‌های کوتاه قابل استفاده هستند و انتخاب اول برای موشک‌های سطح‌به‌هوا و هوابه‌هوای کوتاه‌برد محسوب می‌شوند.

### دنبال‌گر انتقال مجدد (Re transmission homing)
بازگشت مجدد که به نام Track Via Missile یا TVM نیز نامیده می‌شود، ترکیبی بین هدایت توسط فرماندهی، آشیانه یابی رادار نیمه فعال و آشیانه یابی رادار فعال است. این موشک، امواج رادیویی که توسط رادار رهگیری پخش می‌شود، را ردیابی می‌کند و به ایستگاه رهگیری ارسال می‌کند، تا این ایستگاه دستورات را به موشک بازگرداند.

## سامانه‌های Go-Onto-Location-in-Space) GOLIS)
هر مکانیزمی که در سیستم هدایت در فضاپیما استفاده می‌شود، هر چیزی که باشد، باید حاوی اطلاعات از پیش تعیین شده در مورد هدف باشد. ویژگی اصلی این سیستم، فقدان ردیاب هدف است. کامپیوتر هدایت و ردیاب موشکی در موشک قرار دارند. کمبود ردیابی هدف در GOLIS الزاماً استفاده از هدایت ناوبری را نشان می‌دهد.
هدایت ناوبری، هرگونه هدایتی است که توسط یک سیستم بدون ردیاب هدف اجرا می‌شود. دو واحد دیگر در موشک قرار دارند. این سامانه‌ها همچنین به عنوان سامانه‌های هدایت خودکار در نظر گرفته می‌شوند. با اینکه، آن‌ها به دلیل رهگیر موشکی که استفاده می‌کنند کاملاً اتوماتیک نیستند. آن‌ها با عملکرد رهگیر موشکی خود به شرح زیر تقسیم می‌شوند:
- کاملاً مستقل - سامانه‌هایی که ردیاب موشکی آن‌ها به هیچ منبع ناوبری خارجی وابسته نیست و می‌توان به دسته‌های زیر تقسیم کرد:
  - ناوبری اینرسی
    - با استفاده از پلت فرم GyMoBalled gyrostabilized یا پلت فرم Gyrostabilized به حالت تعلیق مایع
    - با هدایت اینرسی Strapdown

  - هدایت پیش فرض
- وابسته به منابع طبیعی - سامانه‌های هدایت ناوبری که در آن رهیاب موشک به منابع طبیعی خارجی وابسته است:
  - هدایت به کمک سیارات و اشکال فلکی و …
  - هدایت اینرسی فضایی (به کمک سیارات و اشکال فلکی و …)
  - هدایت زمینی
    - شناسایی توپوگرافی (TERCOM)
    - شناسایی عکس (DSMAC)

  - هدایت مغناطیسی
- وابسته به منابع مصنوعی - سامانه‌های هدایت ناوبری که در آن ردیاب موشک وابسته به منابع خارجی مصنوعی است:
  - ناوبری ماهواره ای
    - GPS
    - GLONASS
    - Galileo

  - ناوبری Hyperbolic
    - DECCA
    - LORAN C

### هدایت پیش‌فرض
هدایت پیش‌فرض ساده‌ترین نوع هدایت موشک است. در این متد قبل از شلیک فاصله و جهت به سمت هدف تعیین می‌شود و این اطلاعات در سیستم هدایت موشکی برنامه‌ریزی شده‌است، که در طی پرواز موشک طبق این مسیر مانور می‌دهد. تمام اجزای سیستم هدایت (ازجمله سنسورها مانند شتاب سنج یا ژیروسکوپ) در داخل موشک قرار می‌گیرند، و هیچ اطلاعاتی از خارج (مانند دستورالعمل‌های رادیویی) مورد استفاده قرار نمی‌گیرد. V-2 یک نمونه از موشک‌هایی که از هدایت پیش‌فرض استفاده می‌کنند.

### هدایت اینرسی
هدایت اینرسی از ابزارهای اندازه‌گیری حساسی برای محاسبه مکان موشک استفاده می‌کند. این سیستم از شتاب و نقطهٔ مشخص استفاده می‌کند تا مکان جدید را پیدا کند. سامانه‌های مکانیکی اولیه خیلی دقیق نبودند و نیاز به نوعی تنظیم خارجی داشتند تا بتوانند اهدافشان حتی اگر به اندازه یک شهر باشند اصابت کنند. سامانه‌های مدرن از ژیروسکوپ‌های لیزر حالت جامد استفاده می‌کنند که خطای آن‌ها در ۱۰۰۰۰ کیلومتر کمتر از یک متر است، و نیازی به ورودی بیشتری ندارد. توسعه ژیروسکوپ در AIRS روی موشک MX به اوج خود رسید، این سیستم به ما اجازه می‌دهد تا موشک‌های قاره‌پیما با خطای کمتر از ۱۰۰ متر بسازیم. بسیاری از هواپیماهای غیرنظامی از ناوبری اینرسی استفاده می‌کنند که دقت کمتری نسبت به سامانه‌های مکانیکی ICBM موجود دارند، با اینحال این ابزار ارزان قیمت می‌توانند به دقت ابزارهای موجود برای اصلاح تعیین موقعیت کمک کنند (این سامانه‌ها زمانی رواج پیدا کردند که اکثر هواپیماهای مهم مانند ۷۰۷ و ۷۴۷ طراحی شده بودند و GPS به‌طور کامل تجاری‌سازی نشده بود). امروزه سلاح‌های هدایت شده می‌توانند از ترکیبی از GPS، اینرسی و رادار نقشه‌برداری زمینی برای دستیابی به سطوح بسیار بالایی از دقت استفاده کنند. همان‌طور که در موشک‌های کروز مدرن یافت می‌شود.
هدایت اینرسی برای هدایت اولیه موشک بسیار مورد مطلوب است، چراکه هیچ سیگنال خارجی وجود ندارد که بتوان آن را مسدود کرد. علاوه براین، دقت نسبتاً کم این روش برای هدایت موشک‌های با کلاهک‌های بزرگ هسته‌ای مشکلی نخواهد بود.

### هدایت اینرسی-فضایی (وابسته به اشکال فلکی و …)
هدایت اینرسی-فضایی یک همگام‌سازی حسگرهای اینرسی با ناوبری آسمانی است. این روش معمولاً روی موشک‌های بالستیکی که از زیردریایی شلیک می‌شوند استفاده می‌شود. برخلاف موشک‌های قاره‌پیمای سیلوپایه که از یک نقطه ثابت شلیک می‌شوند و به همین دلیل می‌توانند از آنجا به عنوان یک مرجع استفاده کنند، SLBMها از یک زیردریایی در حال حرکت پرتاب می‌شوند، که پیچیدگی محاسبات ناوبری لازم و احتمال خطای دایره‌ای را افزایش می‌دهد. این هدایت ستاره‌ای اینرسی به منظور اصلاح خطاهای کوچک مکان و سرعت که ناشی از عدم قطعیت موقعیت و سیستم ناوبری زیردریایی است و همچنین خطاهایی که در طول پرواز به علت کالیبراسیون ناقص دستگاه وجود دارد استفاده می‌شود.
نیروی هوایی آمریکا به دنبال یک سیستم ناوبری دقیق برای حفظ دقت مسیر و رهگیری در سرعت‌های بسیار بالا، یک سیستم اینرسی_فضایی ANS طراحی و توسعه داده‌است، که می‌تواند خطاهای سیستم ناوبری اینرسی را با مشاهده اجرام آسمانی اصلاح کند.
این سیستم از موقعیت ستاره‌ها برای تنظیم دقت سیستم هدایت اینرسی بعد از پرتاب استفاده می‌کند. از آنجاییکه دقت هدایت یک موشک وابسته به دانستن موقعیت دقیق موشک در هر لحظه از پرواز است، این نکته که ستاره‌ها یک مرجع ثابت هستند می‌تواند به‌طور بالقوه بسیار مفید باشد و دقت را افزایش دهد.
در سیستم موشکی Trident این اطلاعات توسط یک دوربین تکمیل شده که این دوربین موقعیت ستاره را بررسی می‌کند و اگر در جایی که مورد انتظار است قرار نداشت مشخص می‌شود که سیستم اینرسی دقیقاً بر روی هدف نیست و تصحیح می‌شود.

## هدایت زمینی
TERCOM «تطبیق کانتور زمین» از نقشه‌های ارتفاع نوار زمین از سایت پرتاب تا هدف، و مقایسه آن‌ها با اطلاعاتی که از رادار سنجش ارتفاع موقعیت خود را مشخص می‌کند. سامانه‌های TERCOM پیچیده‌تر می‌توانند به جای حرکت روی یک مسیر مستقیم موشک را در یک مسیر پیچیده روی نقشه سه بعدی حرکت دهند. TERCOM یک سیستم معمول برای هدایت موشک‌های کروز است اما توسط سامانه‌های GPS , DSMAC و تطبیق دهندهٔ صحنه دیجیتال جایگزین می‌شود، که برای این کار به یک دوربین جهت مشاهده منطقه و دیجیتال کردن آن اطلاعات و مقایسه آن با صحنه‌های ذخیره شده در یک کامپیوتر برای هدایت موشک به سمت هدف نیاز است.
DSMAC معروف است به اینکه تخریب یک ساختمان برجسته مشخص شده روی نقشه داخلی سیستم (همانند موشک‌های بالستیک پیشین) ناوبری آن را مختل می‌کند.